# Niklas Mattsson
Niklas Mattsson (ur. 16 marca 1992 w Sundsvall) – szwedzki snowboardzista, specjalizujący się w konkurencjach Big Air i slopestyle, dwukrotny medalista mistrzostw świata.

## Kariera
Po raz pierwszy na arenie międzynarodowej pojawił się 24 stycznia 2009 roku w Bettmeralp, gdzie w zawodach Pucharu Europy zajął 17. miejsce w big air. Nigdy nie startował na mistrzostwach świata juniorów. W Pucharze Świata zadebiutował 31 października 2009 roku w Londynie, gdzie zajął 23. miejsce w big air. Tym samym już w swoim debiucie wywalczył pierwsze pucharowe punkty. Na podium zawodów pucharowych po raz pierwszy stanął 19 listopada 2011 roku w Sztokholmie, wygrywając rywalizację w big air. W zawodach tych wyprzedził Austriaka Michaela Macho i Rosjanina Andrieja Sobolewa. Najlepsze wyniki osiągnął w sezonie 2011/2012, kiedy to wywalczył szóste miejsce w klasyfikacji generalnej AFU, a w klasyfikacji big air był trzeci.
W 2011 roku zdobył srebrny medal w slopestyle'u podczas mistrzostw świata w La Molina. Rozdzielił tam Belga Seppe Smitsa i Ville Paumolę z Finlandii. Srebrny medal wywalczył także w big air na rozgrywanych dwa lata później mistrzostwach świata w Stoneham. Tym razem uplasował się między Finem Roope Tonterim i Seppe Smitsem. Był też między innymi szósty w slopestyle'u na mistrzostwach świata w Sierra Nevada w 2017 roku. W 2014 roku wystąpił na igrzyskach olimpijskich w Soczi, gdzie rywalizację w tej samej konkurencji ukończył na 23. pozycji.

## Osiągnięcia

### Igrzyska olimpijskie
| Miejsce | Dzień     | Rok  | Miejscowość | Konkurencja | Zwycięzca       |
| ------- | --------- | ---- | ----------- | ----------- | --------------- |
| 23.     | 8 lutego  | 2014 | Soczi       | Slopestyle  | Sage Kotsenburg |
| 9.      | 11 lutego | 2018 | Pjongczang  | Slopestyle  | Redmond Gerard  |

### Mistrzostwa świata
| Miejsce | Dzień       | Rok  | Miejscowość   | Konkurencja | Zwycięzca       |
| ------- | ----------- | ---- | ------------- | ----------- | --------------- |
| 14.     | 15 stycznia | 2011 | La Molina     | Big Air     | Petja Piiroinen |
| 2.      | 22 stycznia | 2011 | La Molina     | Slopestyle  | Seppe Smits     |
| 62.     | 18 stycznia | 2013 | Stoneham      | Slopestyle  | Roope Tonteri   |
| 2.      | 20 stycznia | 2013 | Stoneham      | Big Air     | Roope Tonteri   |
| 11.     | 21 stycznia | 2015 | Kreischberg   | Slopestyle  | Ryan Stassel    |
| 6.      | 24 stycznia | 2015 | Kreischberg   | Big Air     | Roope Tonteri   |
| 6.      | 11 marca    | 2017 | Sierra Nevada | Slopestyle  | Seppe Smits     |
| 9.      | 17 marca    | 2017 | Sierra Nevada | Big air     | Ståle Sandbech  |
| 12.     | 9 lutego    | 2019 | Park City     | Slopestyle  | Chris Corning   |
| 11.     | 16 marca    | 2021 | Aspen         | Big air     | Mark McMorris   |

### Puchar Świata

#### Miejsca w klasyfikacji generalnej
- sezon 2009/2010: 98.
  - AFU[2]
- sezon 2010/2011: 67.
- sezon 2011/2012: 6.
- sezon 2012/2013: 84.
- sezon 2013/2014: 12.
- sezon 2014/2015: 50.
- sezon 2015/2016: 129.
- sezon 2016/2017: 19.
- sezon 2017/2018: 63.
- sezon 2018/2019: 19.
- sezon 2019/2020: 59.
- sezon 2020/2021: 6.

#### Miejsca na podium w zawodach
1. Sztokholm – 19 listopada 2011 (Big Air) - 1. miejsce
2. Stoneham – 19 stycznia 2014 (slopestyle) - 2. miejsce
3. Secret Garden – 21 grudnia 2018 (slopestyle) - 2. miejsce
4. Laax – 22 stycznia 2021 (slopestyle) - 1. miejsce